# HD 34968
HD 34968，又名BD-21 1135，SAO 170327、HR 1762，是一颗恒星，视星等为4.71，位于銀經223.35，銀緯-29.07，其B1900.0坐标为赤經5h 16m 10.7s，赤緯-21° -29.07′ 25″。